# BWF International Challenge 2016
Die BWF International Challenge 2016 war die zehnte Auflage der BWF International Challenge im Badminton.

## Turniere und Sieger
| Veranstaltung | Herreneinzel            | Dameneinzel         | Herrendoppel                        | Damendoppel                                 | Mixed                            |
| ------------- | ----------------------- | ------------------- | ----------------------------------- | ------------------------------------------- | -------------------------------- |
| China         | Lin Guipu               | Hui Xirui           | Wang Yilu Zhang Wen                 | Chen Qingchen Jia Yifan                     | Wang Sijie Chen Lu               |
| Schweden      | Anders Antonsen         | Karin Schnaase      | Mathias Christiansen David Daugaard | Maiken Fruergaard Sara Thygesen             | Robert Mateusiak Nadieżda Zięba  |
| Österreich    | Anders Antonsen         | Xu Wei              | Marcus Ellis Chris Langridge        | Ekaterina Bolotova Evgeniya Kosetskaya      | Mathias Christiansen Lena Grebak |
| Brasilien     | Pedro Martins           | Neslihan Yiğit      | Adam Cwalina Przemysław Wacha       | Chisato Hoshi Naru Shinoya                  | Toby Ng Alexandra Bruce          |
| Polen         | Thomas Rouxel           | Delphine Lansac     | Hardianto Kenas Adi Haryanto        | Puttita Supajirakul Sapsiree Taerattanachai | Robert Mateusiak Nadieżda Zięba  |
| Frankreich    | Rasmus Fladberg         | Goh Jin Wei         | Richard Eidestedt Nico Ruponen      | Delphine Delrue Léa Palermo                 | Mathias Christiansen Lena Grebak |
| Finnland      | Nguyễn Tiến Minh        | Rira Kawashima      | Mathias Christiansen David Daugaard | Misato Aratama Akane Watanabe               | Mathias Christiansen Lena Grebak |
| Peru          | Ygor Coelho             | Karin Schnaase      | Adam Cwalina Przemysław Wacha       | Johanna Goliszewski Carla Nelte             | Vitaliy Durkin Nina Vislova      |
| Tahiti        | Indra Bagus Ade Chandra | Moe Araki           | Adam Cwalina Przemysław Wacha       | Akane Araki Ayaka Kawasaki                  | Vitaliy Durkin Nina Vislova      |
| Thailand      | Krishna Adi Nugraha     | Dinar Dyah Ayustine | Danny Bawa Chrisnanta Hendra Wijaya | Suci Rizky Andini Yulfira Barkah            | Terry Hee Tan Wei Han            |
| Vietnam       | Nguyễn Tiến Minh        | Vũ Thị Trang        | Ong Yew Sin Teo Ee Yi               | Yuki Fukushima Chiharu Shida                | Yuta Watanabe Arisa Higashino    |
| Spanien       | Anders Antonsen         | Ayumi Mine          | Mathias Christiansen David Daugaard | Yuki Fukushima Chiharu Shida                | Ben Lane Jessica Pugh            |
| Russland      | Lucas Claerbout         | Neslihan Yiğit      | Jones Ralfy Jansen Josche Zurwonne  | Asumi Kugo Megumi Yokoyama                  | Michael Fuchs Birgit Michels     |